# Walenty Bal
Walenty Bal (ur. 17 stycznia 1920 w Jasionce, zm. 10 stycznia 2002 w Rzeszowie) – polski duchowny rzymskokatolicki, protonotariusz apostolski, infułat, dziekan dekanatu Rzeszów i kanonik gremialny kapituły jarosławskiej, długoletni katecheta i wychowawca młodzieży, rektor i pierwszy proboszcz parafii św. Krzyża w Rzeszowie, kapelan Armii Krajowej, Związku Miłośników Lwowa i Kresów Wschodnich, Cechu Rzemieślników, od 23 kwietnia 1994 honorowy obywatel miasta Rzeszowa.

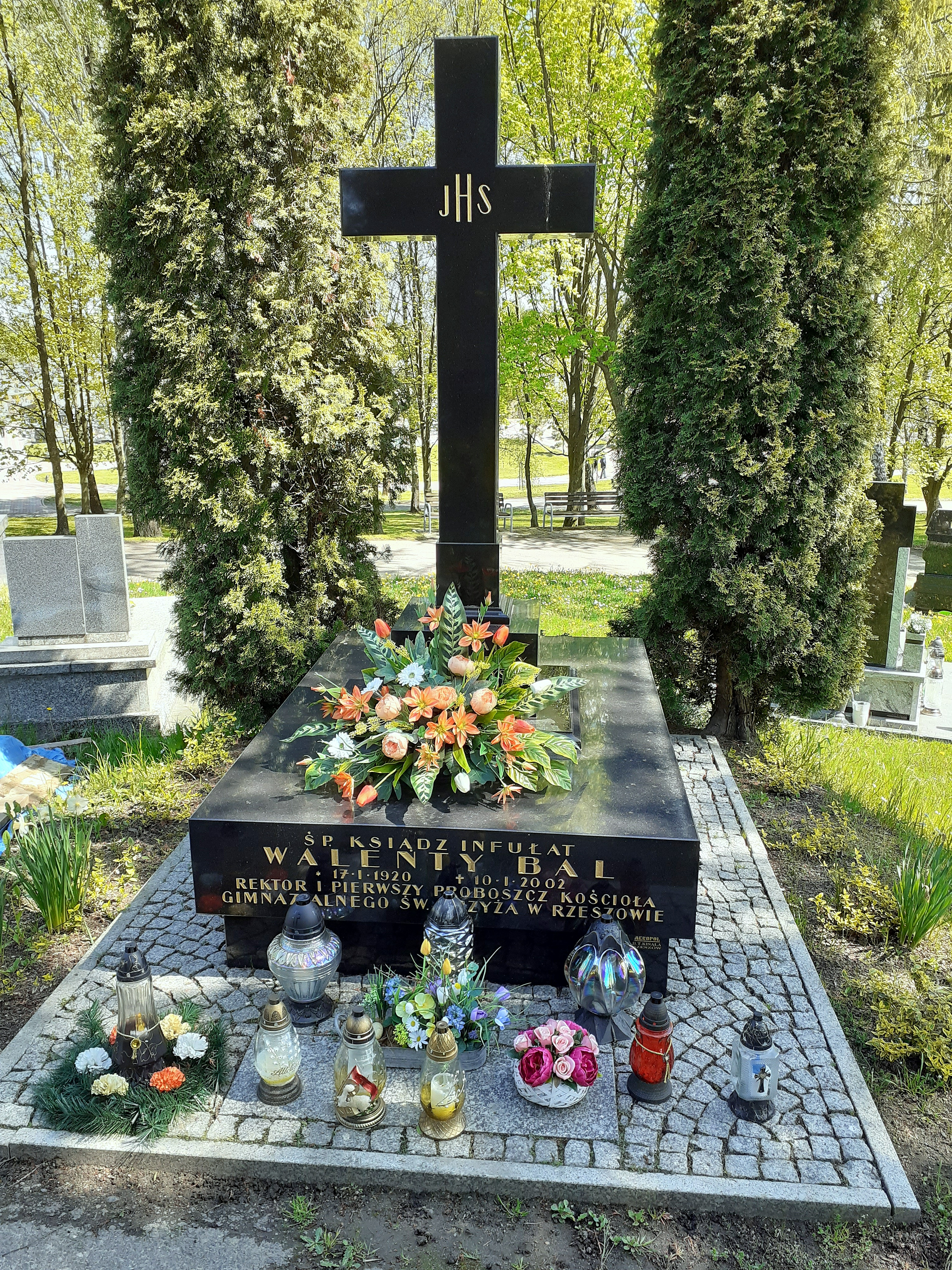
Pomnik nagrobny ks. Walentego Bala

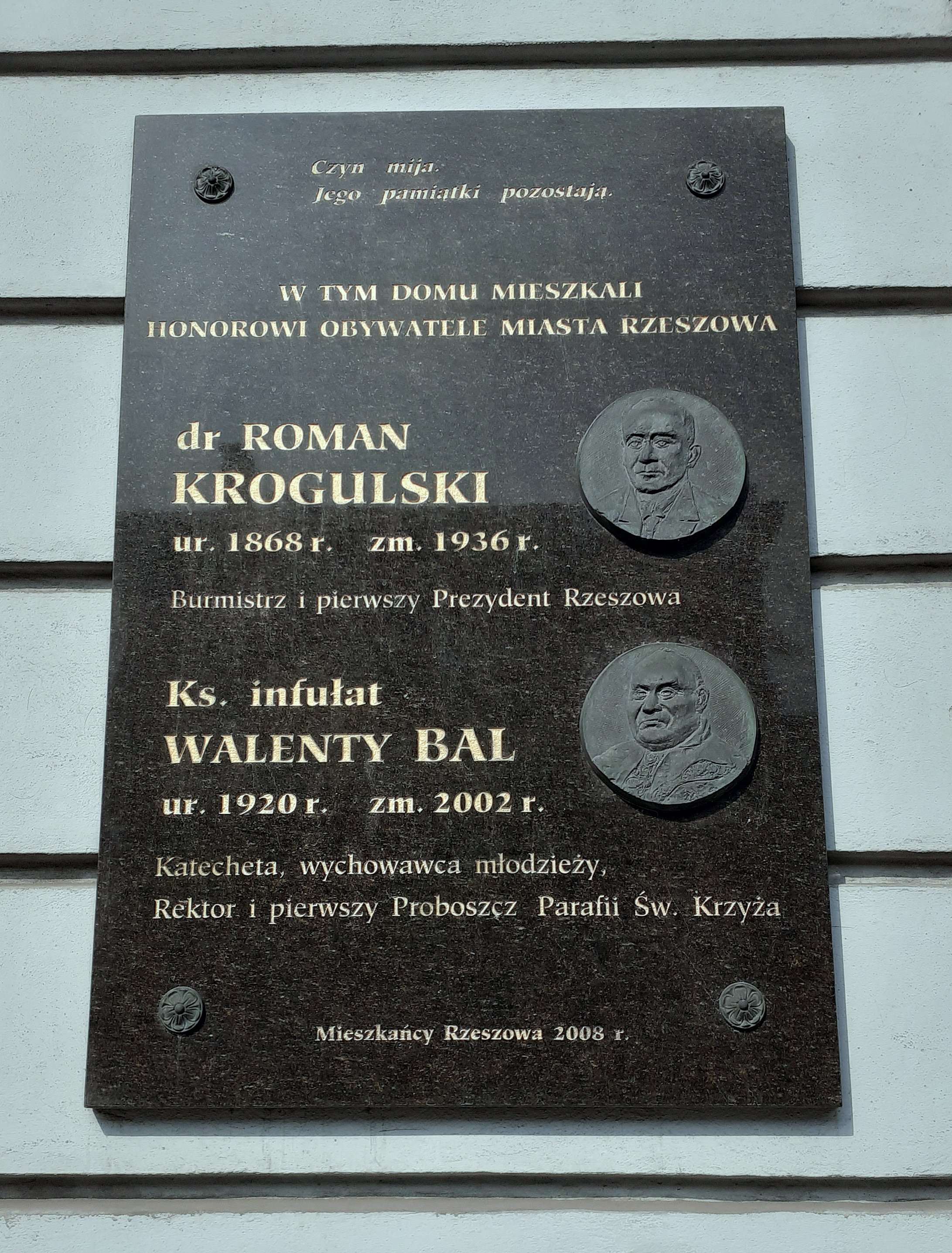
Tablica upamiętniająca dr. Romana Krogulskiego i ks. Walentego Bala w miejscu ich zamieszkiwania przy ul. Lisa-Kuli 5 w Rzeszowie

## Życiorys
Urodził się w rodzinie Piotra Bala i Marii Lech. Po ukończeniu gimnazjum w Rzeszowie wstąpił w 1935 do Małego Seminarium w Przemyślu, kontynuując naukę w II Liceum w Przemyślu zdając egzamin dojrzałości w 1939 wstąpił do Seminarium Duchownego w Przemyślu. W czasie II wojny światowej seminarium przeniesiono do Brzozowa. Święcenia kapłańskie odebrał z rąk biskupa Franciszka Bardy 28 grudnia 1944 w bazylice oo. Jezuitów w Starej Wsi.
W latach 1945–1948 pracował jako wikariusz w Borku Starym, przeniesiony został następnie do Rzeszowa jako wikariusz od 1948, a w latach 1954–1956 administrator parafii farnej. W latach 1951–1952 i ponownie od 1957 rektor kościoła gimnazjalnego i katecheta młodzieży licealnej. W latach 1970–1998 proboszcz parafii Świętego Krzyża.
Zmarł 10 stycznia 2002. Został pochowany na cmentarzu Wilkowyja w Rzeszowie.

## Upamiętnienie
Tablice pamiątkowe dedykowane księdzu Balowi zostały ustanowione w Rzeszowie w kościele Świętego Krzyża oraz na budynku przy ul. Lisa-Kuli 5.

## Odznaczenie
W 2010 pośmiertnie odznaczony Krzyżem Komandorskim Orderu Odrodzenia Polski „za wybitne zasługi w działalności na rzecz przemian demokratycznych w Polsce, za osiągnięcia w podejmowanej z pożytkiem dla kraju pracy zawodowej i społecznej”.